# The Black Dog (bài hát)
"The Black Dog" là một bài hát của ca sĩ kiêm nhạc sĩ sáng tác bài hát người Mỹ Taylor Swift cho album phòng thu thứ mười một của cô, The Tortured Poets Department (2024). Nữ ca sĩ đã sáng tác và sản xuất bài hát cùng với người cộng sự Jack Antonoff. "The Black Dog" là một bản power ballad mang giai điệu post-industrial, với đoạn nhạc đầu chậm rãi, thưa thớt dẫn dắt bởi âm piano, và dần trở nên nhanh và nặng hơn ở phần điệp khúc. Được kể theo góc nhìn của Swift, bài hát sử dụng một địa điểm để mô tả sự khác biệt giữa cách cô và người tình cũ đối mặt với nỗi đau của bản thân sau khi chia tay.
"The Black Dog" được phát hành dưới dạng bài hát tặng kèm trong phiên bản vật lý của The Tortured Poets Department vào ngày 19 tháng 4 năm 2024, còn bản nhạc số được phát hành trong phiên bản album đôi The Tortured Poets Department: The Anthology. Bản thu âm nháp của bài hát sau đó được phát hành kèm trong một phiên bản nhạc số giới hạn của album. Bài hát đạt vị trí thứ 26 trên bảng xếp hạng Billboard Global 200 và top 30 của các bảng xếp hạng âm nhạc quốc gia tại Úc, Canada, New Zealand và Hoa Kỳ. "The Black Dog" đã nhận được chứng nhận đĩa Vàng từ Hiệp hội Công nghiệp Ghi âm Úc.
Phần lớn các nhà phê bình đều có những nhìn nhận tích cực về "The Black Dog", một số cây viết coi đây là điểm nhấn của phiên bản album đôi. Các nhà báo nhận định phần lời của bài hát này đầy hấp dẫn và thông minh, đồng thời ca ngợi sự da diết trong cả phần sản xuất cũng như phô diễn giọng hát của Swift. Swift đã biểu diễn "The Black Dog" trong ba buổi hòa nhạc của The Eras Tour (2023–2024), trong mỗi lần diễn, bài hát lại được mashup với một bài hát khác của cô.

## Bối cảnh và sản xuất
Taylor Swift bắt đầu thực hiện album phòng thu thứ mười một The Tortured Poets Department sau khi hoàn thành album Midnights (2022) trước đó. Cô tiếp tục quá trình thực hiện album xuyên suốt chuyến lưu diễn The Eras Tour tại Hoa Kỳ vào năm 2023, điều này đã làm danh tiếng của nữ ca sĩ tăng thêm khi những bài báo truyền thông về đời tư của cô liên tục được đăng tải, trong đó nội dung chủ yếu xoay quanh các mối quan hệ tình cảm trong quá khứ với diễn viên Joe Alwyn và ca sĩ Matty Healy. Swift gọi album này là "chiếc phao cứu sinh" của bản thân và là album mà cô "cần" tạo ra, vì quá trình phát triển album phần nào nhắc nhở cô rằng công việc sáng tác là một phần không thể thiếu trong cuộc sống của mình. Jack Antonoff, một cộng sự thường xuyên của Swift, đã đồng sản xuất 16 trong số 31 ca khúc dự định cho album. Một trong những ca khúc mà anh tham gia sản xuất cùng Swift là "The Black Dog", bài hát mà ban đầu cô dự định đặt tên là "Old Habits Die Screaming" khi mới được thu âm trên điện thoại lần đầu.
Bản thu âm chính thức của "The Black Dog" được thực hiện bởi hai kỹ sư âm thanh Oli Jacobs và Laura Sisk tại Conway Recording Studios ở Los Angeles và Electric Lady Studios ở Thành phố New York. Swift cũng đảm nhiệm phần hát bè và piano với Antonoff, trong khi anh đảm nhiệm việc xử lý phần lập trình và chơi phần lớn các nhạc cụ như guitar acoustic, bass và guitar điện, trống, cello, vocoder cùng nhiều loại đàn phím khác. Sean Hutchinson chơi thêm trống và thu âm phần của mình cùng với Michael Riddleberger tại Hutchinson Sound Studio ở Brooklyn. Bobby Hawk chơi đàn dây và phần âm thanh này do Jack Manning thu âm lại. Bản nhạc được Serban Ghenea hòa âm tại Mixstar Studios ở Virginia Beach với sự hỗ trợ của Bryce Bordone, và được Randy Merrill và Ryan Smith thực hiện master.

## Sáng tác
"The Black Dog" là một bản power ballad có độ dài 3 phút 58 giây. Bài hát mang giai điệu post-industrial với phần hòa âm thưa thớt dẫn dắt bởi tiếng piano, bắt đầu với nhịp độ chậm và được đẩy lên nhanh dần trong suốt phần thời lượng còn lại. Trong bài đánh giá của Uproxx, Josh Kurp nhận định "The Black Dog" chịu những ảnh hưởng từ các tác phẩm của Phoebe Bridgers ở cách bài hát dần trở nên dữ dội hơn về cuối. Chris Willman của Variety cũng có cảm nhận tương tự khi nhìn nhận nhịp điệu bài hát cứ thế tăng dần lên thành một "cao trào đậm tính emo".
Trong lời bài hát, Swift phát hiện ra rằng điện thoại của cô vẫn có thể theo dõi vị trí của người yêu cũ vì anh quên chưa tắt tính năng chia sẻ định vị với cô. "The Black Dog" nói về sự tương phản giữa nỗi đau của cả hai sau khi chia tay, cùng với đó là việc mất đi một nơi chốn quen thuộc – một chủ đề cũng được khám phá trong ca khúc "So Long, London" của album. Địa điểm được đề cập là một quán bar mang tên The Black Dog, nơi cả hai từng đến cùng nhau và cũng là nơi Swift nhìn thấy người yêu cũ bước vào. Trong phần điệp khúc, cô hình dung ra hình ảnh anh ở trong quán bar, thu hút một cô gái còn quá trẻ để có thể nhận thức được là quán đang bật một trong những bài hát yêu thích của hai người – một nhạc phẩm của The Starting Line. Những suy nghĩ này khiến Swift tan nát và cảm thấy bị lừa dối, đến mức cô phải thuê một linh mục để giúp bản thân thoát khỏi những con quỷ đang náu bên trong mình. Cô thừa nhận rằng mình không hiểu được làm thế nào mà anh ta có thể quên được cô.
Vào cuối phần điệp khúc, bản nhạc sử dụng sự thay đổi căng thẳng về cường độ và cao trào khi Swift hát câu hát "Old habits die screaming", cũng là lời kết thúc toàn bộ bài hát. Âm thanh các nhạc cụ cũng tăng dần trong khoảnh khắc đó, ngoài việc kết hợp nhịp điệu tổng hợp mạnh mẽ và hòa âm giọng hát nhiều bản nhạc. Các nhà phê bình coi đây là một khoảnh khắc đầy bùng nổ, miêu tả giọng hát của Swift là hổn hển, "la hét", "sục sôi một cách gọn gàng", và "hát hò hét". Mary Sirosky, viết cho Consequence, mô tả đoạn nhạc như vỡ ra với "năng lượng, guitar và trống" ở mức âm lượng tối đa rồi tan biến. Bình luận về lời bài hát, một nhân sự của Slant Magazine tin rằng đó là một sự thay đổi của cụm từ "Thói quen cũ khó bỏ", và liên quan đến chủ đề "tra tấn" của album. Đối với Kaitlyn Huamani của Los Angeles Times, lời bài hát có hàm ý rằng Swift đang gặp khó khăn trong việc vượt qua mối quan hệ cũ.
Sau đó trong ca khúc, nỗi đau của Swift chuyển thành sự tức giận, mong muốn người cũ có khoảng thời gian tồi tệ nhất có thể: "And I hope it's shitty in The Black Dog". Cô cũng so sánh anh với một chú chó qua câu hát "tail between your legs, you're leaving", sử dụng một thành ngữ thể hiện sự xấu hổ hoặc ngượng ngùng. Allaire Nuss của Entertainment Weekly mô tả bài hát là "một bản nhạc tang lễ giản dị, thân mật cho một mối tình đã qua từ lâu", trong khi Rob Sheffield của Rolling Stone viết rằng đó là một sự châm biếm về "khuynh hướng theo dõi điện thoại sau khi chia tay" của Swift. Nhà báo âm nhạc Annie Zaleski cho biết bài hát nói về "trải nghiệm đau đớn khi phát hiện ra người yêu cũ đã bước tiếp với một người khác và đang sống cuộc sống mà hai người đáng lẽ phải có với nhau".
Một số nhà phê bình đã phân tích lời bài hát đặt trong mối tương quan với tiêu đề "The Black Dog". George Mills, một học giả triết học, đã viết rằng câu chuyện là "sự hiện đại hóa của những câu chuyện về con chó ma trong văn hóa dân gian" và quán bar cùng tên là sự ám chỉ "cái chết của một mối quan hệ". Trong Beats Per Minute, John Wohlmacher nói rằng nhân vật của cô có thể là chú chó đen tên Grim trong bộ tiểu thuyết Harry Potter, một "điềm báo đen tối" bị hiểu sai mà anh ví như người kể chuyện về việc liệu cô ấy là "kẻ báo thù hay người bảo vệ khi người yêu cũ của cô ấy cặp kè với một cô gái trẻ hơn nhiều". "The Black Dog" cũng trùng tên với một quán rượu ở Vauxhall, địa điểm đã thu hút sự chú ý từ người hâm mộ của Swift trên toàn thế giới sau khi bài hát được phát hành, đồng thời thúc đẩy các cuộc thảo luận về việc liệu nhân vật được nhắc tới trong bài hát có thể là Alwyn hay Healy.

## Phát hành và biểu diễn trực tiếp
Ngày 4 tháng 2 năm 2024, Swift công bố album The Tortured Poets Department tại Giải Grammy lần thứ 66, dự kiến phát hành vào ngày 19 tháng 4. Trong thời gian chuẩn bị, bốn phiên bản vật lý giới hạn thời gian của album đã có sẵn cùng một lúc để đặt hàng trước trên trang web của Swift, mỗi phiên bản được đặt tên theo một bản nhạc tặng kèm tương ứng – phiên bản cuối cùng có "The Black Dog" là bản nhạc tặng kèm và được phát hành cùng với bản album tiêu chuẩn của Republic Records. Bài hát có sẵn để phát trực tuyến và tải xuống kỹ thuật số hai giờ sau đó trong phiên bản album đôi, có phụ đề là The Anthology, được phát hành bất ngờ và bắt đầu phần thứ hai là bản nhạc thứ 17. Ngày 16 tháng 5 năm 2024, bản thu âm nháp đầu tiên của bài hát đã được phát hành trên trang web của Swift dưới dạng bản nhạc tặng kèm trong một phiên bản nhạc số giới hạn của album.
"The Black Dog" mở màn và đạt vị trí thứ 25 trên bảng xếp hạng Billboard Hot 100 của Hoa Kỳ. Bài hát cũng đạt vị trí thứ 25 trên bảng xếp hạng đĩa đơn ARIA Singles Chart của Úc và giúp Swift trở thành nghệ sĩ có nhiều đĩa đơn nhất trong tuần trên bảng xếp hạng với 29. Bài hát đã nhận được chứng nhận vàng từ Hiệp hội Công nghiệp Ghi âm Úc. Ở những nơi khác, "The Black Dog" đạt vị trí thứ 26 trên bảng xếp hạng Billboard Global 200 và ra mắt trong các bảng xếp hạng quốc gia của Canada (26), New Zealand (26), Bồ Đào Nha (67), và Thụy Sĩ (95). Trên các bảng xếp hạng khác, bài hát đã lọt vào bảng xếp hạng International Top 100 Digital Singles của Hy Lạp (58), bảng xếp hạng Heatseeker của Thụy Điển (1), và bảng xếp hạng phát trực tuyến âm thanh của Vương quốc Anh (30) và bảng xếp hạng doanh số (61).
Swift đã biểu diễn trực tiếp "The Black Dog" ba lần trên đàn piano trong suốt chuyến lưu diễn The Eras Tour năm 2024 như một phần của bản phối lại các bài hát khác của cô. Cô đã ra mắt ca khúc này tại một buổi hòa nhạc ở London vào ngày 21 tháng 6, kết hợp nó với "Come Back... Be Here" (2012) và "Maroon" (2022). Swift đã mặc một chiếc váy dài màu cam trong suốt buổi biểu diễn, Mitchell Peters của Billboard cho rằng phần của bài hát được thực hiện tuyệt vời. Tại một buổi biểu diễn ở Warsaw của chuyến lưu diễn vào ngày 3 tháng 8, cô đã hát một bản phối lại của "The Black Dog" và "Exile" (2020), khiến khán giả ngạc nhiên và thích thú. Swift một lần nữa biểu diễn bài hát và kết hợp nó với "Haunted" (2010) trong một buổi biểu diễn lưu diễn ở New Orleans vào ngày 25 tháng 10. Bryan West từ USA Today tin rằng cô ấy đã mang đến một "bản phối đầy cảm xúc" của cả hai ca khúc, trong khi Joe Lynch của Billboard đưa nó vào danh sách tám khoảnh khắc hay nhất của chương trình.

## Đánh giá chuyên môn
"The Black Dog" nhận được đánh giá tích cực từ đa số các nhà phê bình, một số cây viết coi nhạc phẩm này là điểm nhấn của The Tortured Poets Department: The Anthology. Kurp nhận định "The Black Dog" là một trong những bài hát hay nhất của Swift, trong khi Nuss nói rằng đây là một trong những ca khúc trong album đôi xứng đáng được xếp hạng cao hơn trong danh sách các bài hát của nữ ca sĩ. Đối với Wilson, đây là một trong những bản nhạc "đáng giá" từ The Anthology. "The Black Dog" được đưa vào bảng xếp hạng các ca khúc trong album đôi, các bài hát của Swift, những ca khúc chia tay hay nhất của nữ ca sĩ, các bài hát do Antonoff sản xuất, và sự hợp tác hay nhất của cả hai.
Nhiều nhà phê bình tin rằng lời bài hát rất hấp dẫn và thông minh. Viết cho Billboard Philippines, Gabriel Saulog đã chọn "The Black Dog" là một trong những ca khúc trong album đôi đã thành công trong việc vén màn những kế hoạch trong tâm trí Swift và là ví dụ cho khả năng sáng tác nhạc đỉnh cao của cô. Tyler Foggatt từ The New Yorker đã chọn "The Black Dog" trong số những ca khúc "tàn phá thầm lặng nhất" của cô và gọi nó là nhỏ nhen và ích kỷ "theo cách tốt nhất" cũng như là một bài hát hay. Theo quan điểm của Hannah Mylrea của NME, "The Black Dog" là một trong những ca khúc trong album đôi đã mang đến "sáng tác cháy bỏng nhất" của Swift. Lời khen ngợi tương tự cũng được dành cho ý niệm này: Sheffield coi đây là một "kinh điển Nashville", Foggatt coi đây là một tiền đề cực kỳ đơn giản có thể khiến ai đó phát điên, và Jason Lipshutz từ Billboard đã lưu ý đến tính phổ quát của nó: "ai chưa từng tự hỏi liệu họ có thể tin vào ký ức của chính mình hay không, khi mà có một người khác đã phá vỡ niềm tin đó?" Đối với Willman, anh tin rằng khái niệm này sẽ ngay lập tức thu hút người hâm mộ và nói thêm rằng ca khúc này là một bài hát tuyệt vời liên quan đến trải nghiệm của mọi người với các bài hát khác. Mặt khác, Grace Byron của Paste đã bác bỏ phần sáng tác là "chữ viết trên Tumblr".
Phần sản xuất và giọng hát của Swift được khen ngợi vì sự mãnh liệt của chúng. Sirosky coi những khoảnh khắc thay đổi âm lượng trong khoảnh khắc là nổi bật và bài hát cũng là một "sự bổ sung đáng hoan nghênh" cho những bản ballad piano của Swift. Jonathan Keefe của Slant Magazine đã viết rằng nó thể hiện một kỹ thuật hiệu quả về cách kiểm soát cao độ hoặc cách diễn đạt của cô ấy để làm nổi bật các thành ngữ đã thay đổi, nghĩ rằng nó làm tăng thêm một số chất lượng viết. Có những cuộc thảo luận về "The Black Dog" và các khía cạnh liên quan đến album đôi. Mô tả ca khúc là tức giận và trả thù, Neil McCormick của The Daily Telegraph cho biết đó là một khởi đầu "rất mạnh mẽ" cho The Anthology và có âm thanh lớn có thể phù hợp với phiên bản tiêu chuẩn. Sharpe thích bài hát hơn ca khúc mở đầu "Fortnight" và cho rằng đó là "sự bùng nổ hành động thoáng qua" của phần điệp khúc, mà cô thấy cùng với tiếng thở hổn hển đầy cảm xúc ở phần cuối của Swift đủ đáng nhớ để khiến bài hát trở thành một trong những ca khúc hay nhất của album đôi.
Các nhà chuyên môn cũng khen ngợi những khía cạnh khác của ca khúc. Ryan Fish của The Hollywood Reporter cho rằng phần điệp khúc rất hùng vĩ và sôi động, và là một đoạn điệp khúc sẽ khiến người hâm mộ thích thú khi nghe trực tiếp. Nate Jones từ Vulture có ý kiến tương tự về đoạn điệp khúc và tin rằng bài hát mang trong mình một "cảm giác hoài niệm" đầy thú vị. McCormick cho rằng đoạn điệp khúc "mạnh mẽ", trong khi Sirosky cho rằng giai điệu của đoạn điệp khúc theo "phong cách gây nghiện kinh điển của Swift". Trong Stereogum, Tom Breihan đã viết rằng phong cách sản xuất gợi nhớ đến những album trước và rất phù hợp với "nét kể chuyện được mài giũa theo phong cách Nashville cổ điển" của Swift.

## Đội ngũ thực hiện
Phần ghi công được lấy từ ghi chú album The Tortured Poets Department (phiên bản vật lý The Black Dog).
- Taylor Swift – giọng hát, hát bè, piano, sáng tác, sản xuất
- Jack Antonoff – sản xuất, lập trình, guitar acoustic, bass, cello, trống, guitar điện, Mellotron, piano, Rhodes, Juno 6, M1, Polysix, vocoder
- Bobby Hawk – bộ dây
- Sean Hutchinson – trống, kỹ sư
- Laura Sisk – kỹ sư thu âm
- Michael Riddleberger – kỹ sư
- Oli Jacobs – kỹ sư thu âm
- Jack Manning – trợ lý kỹ sư
- Jon Sher – trợ lý kỹ sư
- Serban Ghenea – trộn âm
- Bryce Bordone – kỹ sư trộn âm
- Randy Merrill – master
- Ryan Smith – master

## Xếp hạng
| Bảng xếp hạng (2024)                  | Thứ hạng cao nhất |
| ------------------------------------- | ----------------- |
| Úc (ARIA)                             | 25                |
| Canada (Canadian Hot 100)             | 26                |
| Thế giới Global 200 (Billboard)       | 26                |
| Greece International (IFPI)           | 58                |
| New Zealand (Recorded Music NZ)       | 26                |
| Bồ Đào Nha (AFP)                      | 67                |
| Sweden Heatseeker (Sverigetopplistan) | 1                 |
| Swiss Streaming (Schweizer Hitparade) | 95                |
| UK Singles Sales (OCC)                | 60                |
| UK Streaming (OCC)                    | 31                |
| Hoa Kỳ Billboard Hot 100              | 25                |

## Chứng nhận
| Quốc gia                                                    | Chứng nhận | Số đơn vị/doanh số chứng nhận |
| ----------------------------------------------------------- | ---------- | ----------------------------- |
| Úc (ARIA)                                                   | Gold       | 35.000‡                       |
| ‡ Chứng nhận dựa theo doanh số tiêu thụ và phát trực tuyến. |            |                               |